# Медаль Барнарда
Меда́ль Ба́рнарда (англ. Barnard Medal), повна назва — Меда́ль Ба́рнарда за видатне́ служі́ння нау́ці (англ. Barnard Medal for Meritorious Service to Science) — міжнародна нагорода Колумбійського університету, яку присуджують за рекомендацією Національної академії наук США. Нагороду вручають за відкриття у фізиці, астрономії або прикладні наукові досягнення, що служать розвитку суспільства. Нагородження проводять з 1895 року раз на 5 років.
Нагороду названо на честь Фредеріка А. П. Барнарда (1809—1889) — американського вченого-натураліста і педагога. 1864 року він став десятим президентом Колумбійського університету і був на посаді до 1889 року.
Фредерік Барнард заповів заснувати медаль, якою б відзначали «за особливі заслуги перед наукою». За заповітом золота медаль «коштуватиме не менше 200 доларів» і має бути відомою як «медаль Барнарда за заслуги в науці». Медаль присуджують тим науковцям, чи то громадянам США, чи будь-якої іншої країни, які протягом останніх п'яти років зробили відкриття в галузі фізики чи астрономії або зробили незвичайне застосування науки на благо людства. Для цього був створений інвестиційний фонд. Уповноваженим представником інвестиційного фонду Bernard Medal є комітет Колумбійського університету.

## Лауреати
- 1895:  Джон Вільям Стретт (лорд Релей) і  Вільям Ремзі[3]
- 1900:  Вільгельм Конрад Рентген[4]
- 1905:  Антуан Анрі Беккерель[5]
- 1909:  Ернест Резерфорд[6]
- 1914:  Вільям Генрі Брегг і  Вільям Лоренс Брегг[7]
- 1921:  Альберт Ейнштейн[7]
- 1925:  Нільс Бор[8]
- 1930:  Вернер Гейзенберг[7]
- 1935: Едвін Габбл[9]
- 1940:  Фредерік Жоліо-Кюрі і  Ірен Жоліо-Кюрі[7]
- 1945 — не присуджувалась[10]
- 1950:  Енріко Фермі[7]
- 1955: Мерл Ентоні Туве[en]
- 1960:  Ісидор Рабі[7]
- 1965:  Вільям Альфред Фаулер[7]
- 1970 — не присуджувалась
- 1975: Луїс Плак Гаммет[en]
- 1980: Андре Вейль
- 1985: Бенуа Мандельброт[11]
- 1990—2015 — не присуджувалась